# Chiesa di San Cataldo (Palermo)

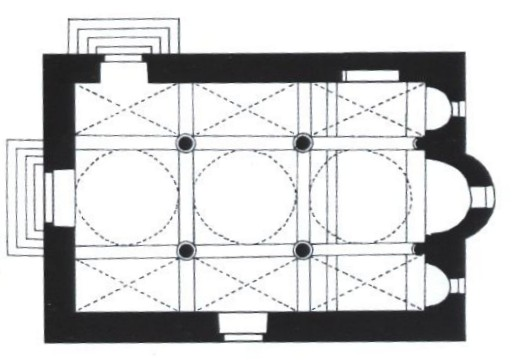
Pianta

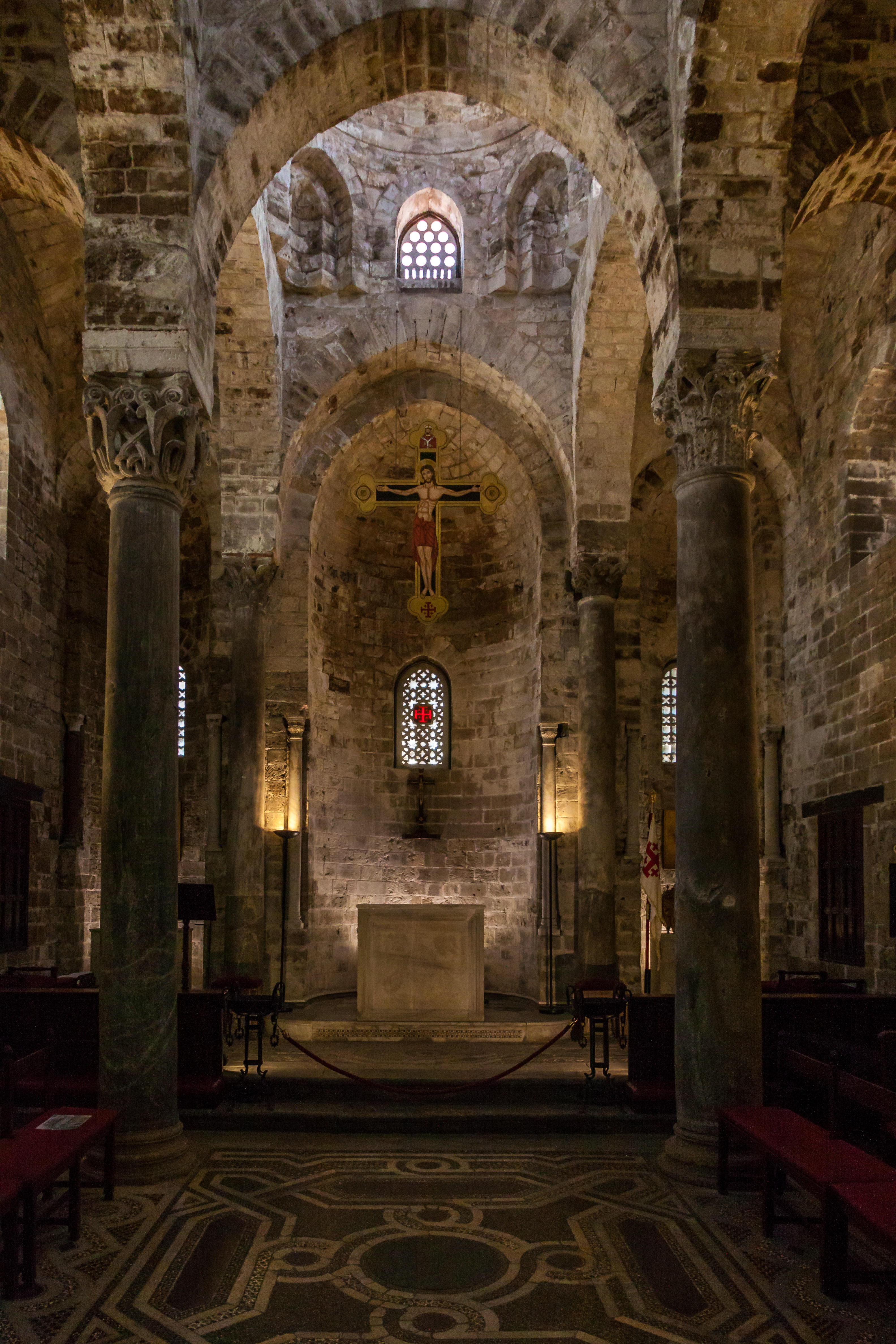
Interno

La chiesa di San Cataldo è un luogo di culto cattolico di Palermo, eretta nel XII secolo e situata nei pressi di piazza Bellini.

## Storia
L'edificio, fondato da Maione di Bari negli anni in cui era grande ammiraglio di cioè fra il 1154 e il 1160, venne successivamente affidato ai benedettini di Monreale, che lo custodirono fino al 1787.
Nel 1882, dopo varie vicissitudini che videro la chiesa inglobata in una struttura neoclassica ad opera dell'architetto Alessandro Emmanuele Marvuglia e trasformata persino in ufficio postale, venne interamente restaurata da Giuseppe Patricolo e restituita alla rigorosa struttura architettonica originaria.
La chiesa di San Cataldo è utilizzata molto frequentemente come testimonial dell'immagine monumentale di Palermo, in particolare della città in età normanna, per la sua peculiarità di stili presenti (orientale e occidentale). La fondazione della chiesa viene collocata abitualmente negli anni immediatamente successivi alla metà del XII secolo. La realizzazione è tradizionalmente attribuita a Maione da Bari. All'assassinio del Maione, avvenuto nel 1160, le sue proprietà furono vendute a Silvestro, quindi suo figlio Guglielmo le mise in vendita insieme allo jus di una cappella "in predictis domibus costructa", chiaramente identificabile nel San Cataldo, poiché la stessa chiesa era stata utilizzata per dare sepoltura alla piccola sorella Matilda, morta nel 1161, come si ricava dall'iscrizione che ancora oggi è visibile sopra una delle pareti interne della chiesa, nei pressi dell'ingresso
Tornando al possibile ruolo ricoperto nella vicenda da Maione da Bari, la sua origine pugliese potrebbe in realtà spiegare sia la scelta della titolazione stessa a San Cataldo, vescovo di Taranto, sia la scelta dell'impianto architettonico adottato nella chiesa, risolto in copertura attraverso la sequenza in asse di tre cupole.
Pur essendo concessa sin dal 1182 all'arcivescovo di Monreale, tale fatto non ha impedito che le radicali trasformazioni operate, durante i secoli successivi, nel piano del Pretore e del suo immediato intorno determinassero una sorta di "fagocitazione" della chiesa all'interno dei nuovi corpi di fabbrica ivi realizzati, soprattutto dopo il taglio della via Maqueda.
È molto plausibile che San Cataldo abbia mantenuto la propria configurazione fino alla fine del XVII secolo, quando l'Arcivescovo di Monreale Giovanni Roano si fece promotore nel 1679 della “ristorazione e degli abbellimenti” dell'edificio, opere ricordate in un'iscrizione ancora visibile, sopra la porta di ingresso.
È proprio la realizzazione all'inizio del XIX secolo della nuova sede della regia Posta, inglobando al suo interno la chiesa di San Cataldo e le sue dipendenze, a determinare il futuro della cappella normanna. Nel 1867 la direzione della Posta decise l'utilizzazione anche della cappella per lo svolgimento di alcune mansioni, destinandola all'ufficio per la distribuzione della corrispondenza.
Il progetto di Giuseppe Patricolo (1882) doveva consistere in un'azione di totale ripristino stilistico dell'opera. I lavori furono completati nei primi mesi del 1885, quando anche il problema del rivestimento delle cupole era stato risolto apponendo una rifinitura in intonaco di colore rosso scuro. Questo colore, che caratterizza altri monumenti normanni palermitani, è, dunque, un'invenzione ottocentesca.
La complessa e radicale opera di restauro guidata dal Patricolo aveva condotto la chiesa di San Cataldo ad acquisire una configurazione forse mai avuta nella sua storia: l'edificio era stato, infatti, completamente liberato su tutti i fronti dalle costruzioni annesse, mentre risulta evidente che anche in origine la cappella fosse congiunta ad altri corpi di fabbrica. Ancora oggi l'edificio che possiamo apprezzare è sostanzialmente la fabbrica architettonica restituita dall'opera del Patricolo, anche se dobbiamo registrare alcune trasformazioni operate sia all'interno della chiesa sia nell'immediato intorno durante il XX secolo. Il primo di tali interventi è riconducibile all'acquisizione della chiesa da parte dei cavalieri del Santo Sepolcro, che nel 1937 restaurarono e riconsegnarono al culto la cappella, come riportato nella lapide posta sulla parete meridionale all'interno della chiesa:
Le opere intraprese in tale circostanza riguardarono la collocazione negli alveoli di spigolo delle absidi di colonnine marmoree, che infatti ancora oggi presentano nel capitello il simbolo crociato dei cavalieri, e la chiusura con infissi a transenna delle finestre.
Il secondo intervento riguarda la demolizione dell'edificio seicentesco prospiciente la via Maqueda, danneggiato dai bombardamenti del 1943 e rimosso, infine, nel 1948. In seguito a tale demolizione, ai piedi del basamento su cui spicca oggi la chiesa, è stato ricavato uno slargo, in cui è stato messo in luce un frammento delle antiche mura urbane di età punica.
La pavimentazione a tarsie marmoree e lastre di porfido e serpentino, per quanto integrata da restauri, conserva ancora sostanzialmente la sua preziosa conformazione originaria.
La chiesa di San Cataldo è affidata all'Ordine equestre del Santo Sepolcro di Gerusalemme - luogotenenza Italia Sicilia / Sezione di Palermo ed è aperta al pubblico.
L'Ordine equestre del Santo Sepolcro di Gerusalemme, storicamente, risulta essere il più antico degli ordini sacri e militari dovendosi ricollegare all'iniziale affidamento del Santo Sepolcro ad un gruppo di venti “frates” per la sua custodia e che, all'occorrenza, avrebbero anche dovuto impugnare le armi per la Sua difesa.
Dal 3 luglio 2015 fa parte del Patrimonio dell'umanità (UNESCO) nell'ambito dell'"Itinerario Arabo-Normanno di Palermo, Cefalù e Monreale".

## Architettura navate

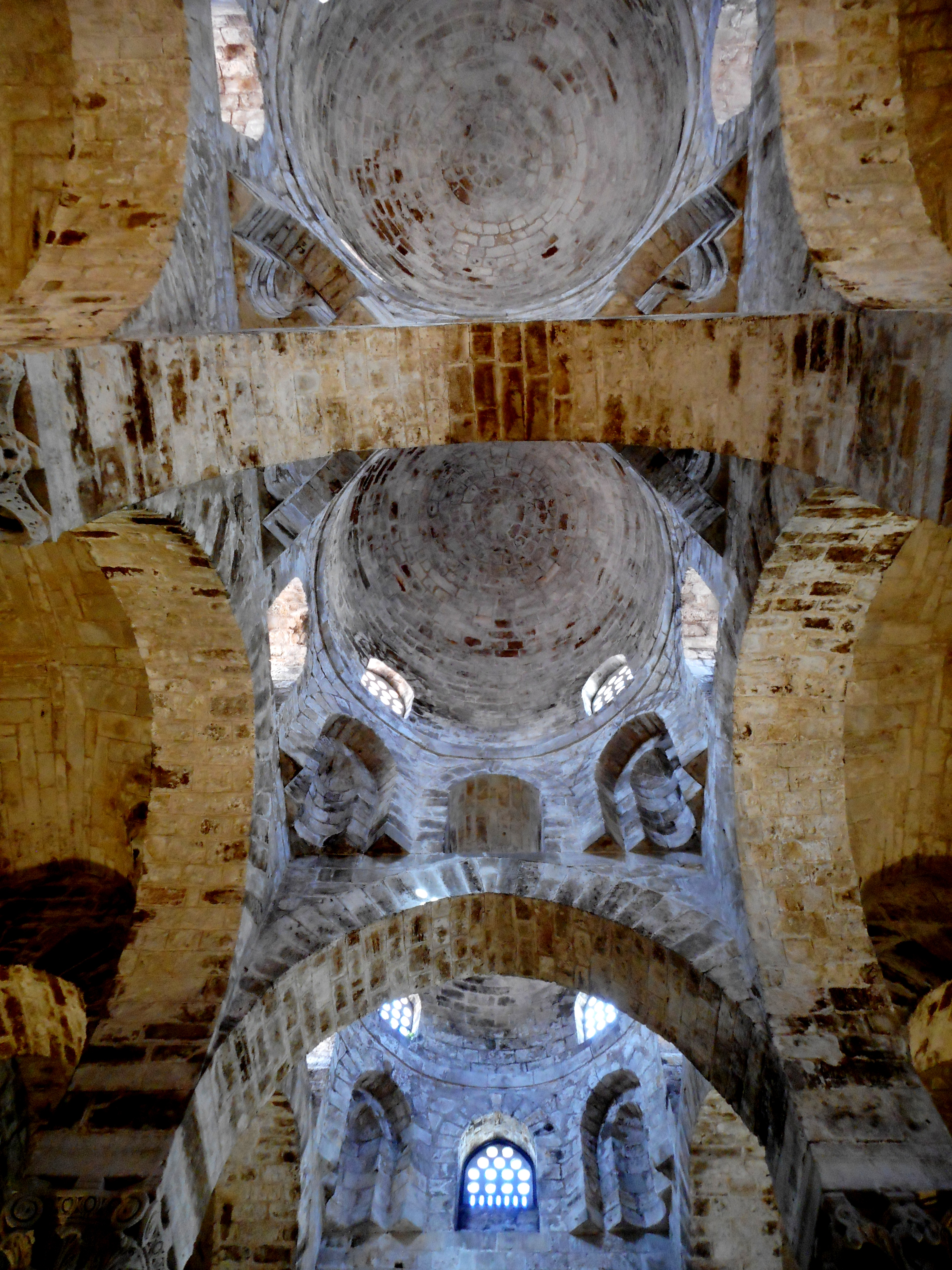
Volta

L'esterno presenta un compatto paramento murario in arenaria addolcito da intagli di arcate cieche e ghiere traforate, di influenza islamica. In alto s'impongono i profili solenni di tre cupole rosse (con calotta liscia, emisferica e rialzata) poste in contrasto cromatico con la severa monocromia delle pareti.
L'interno presenta tre corte navate - di cui quella centrale è scandita dalla sequenza ritmica delle tre cupolette - separate da colonne.

## Galleria d'immagini

Interno.
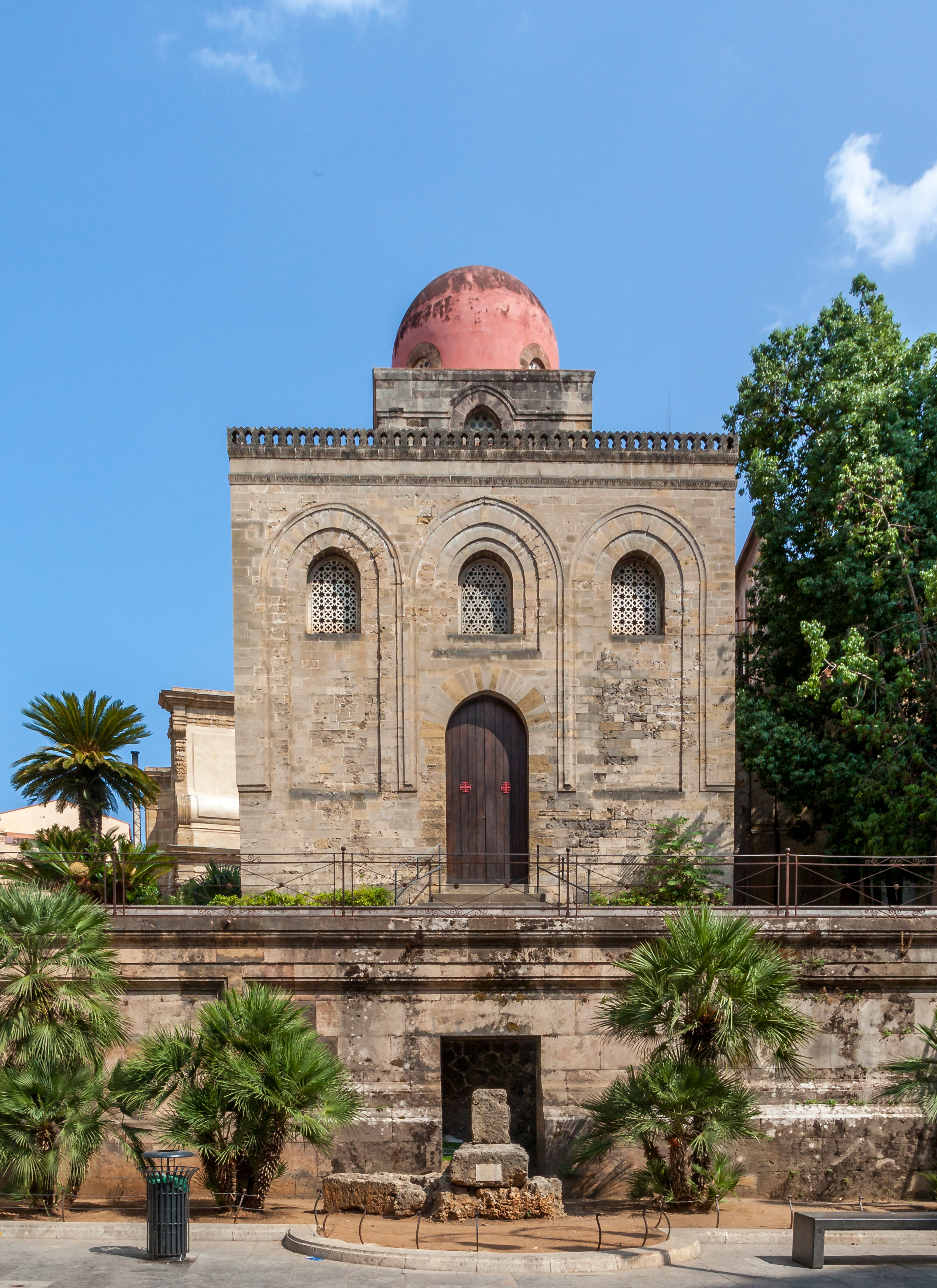
Facciata
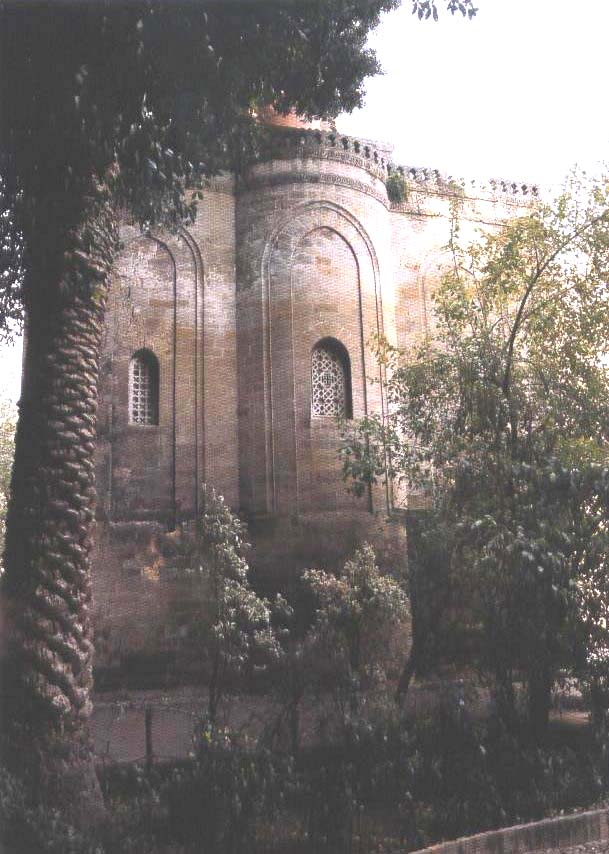
Esterno dell'abside
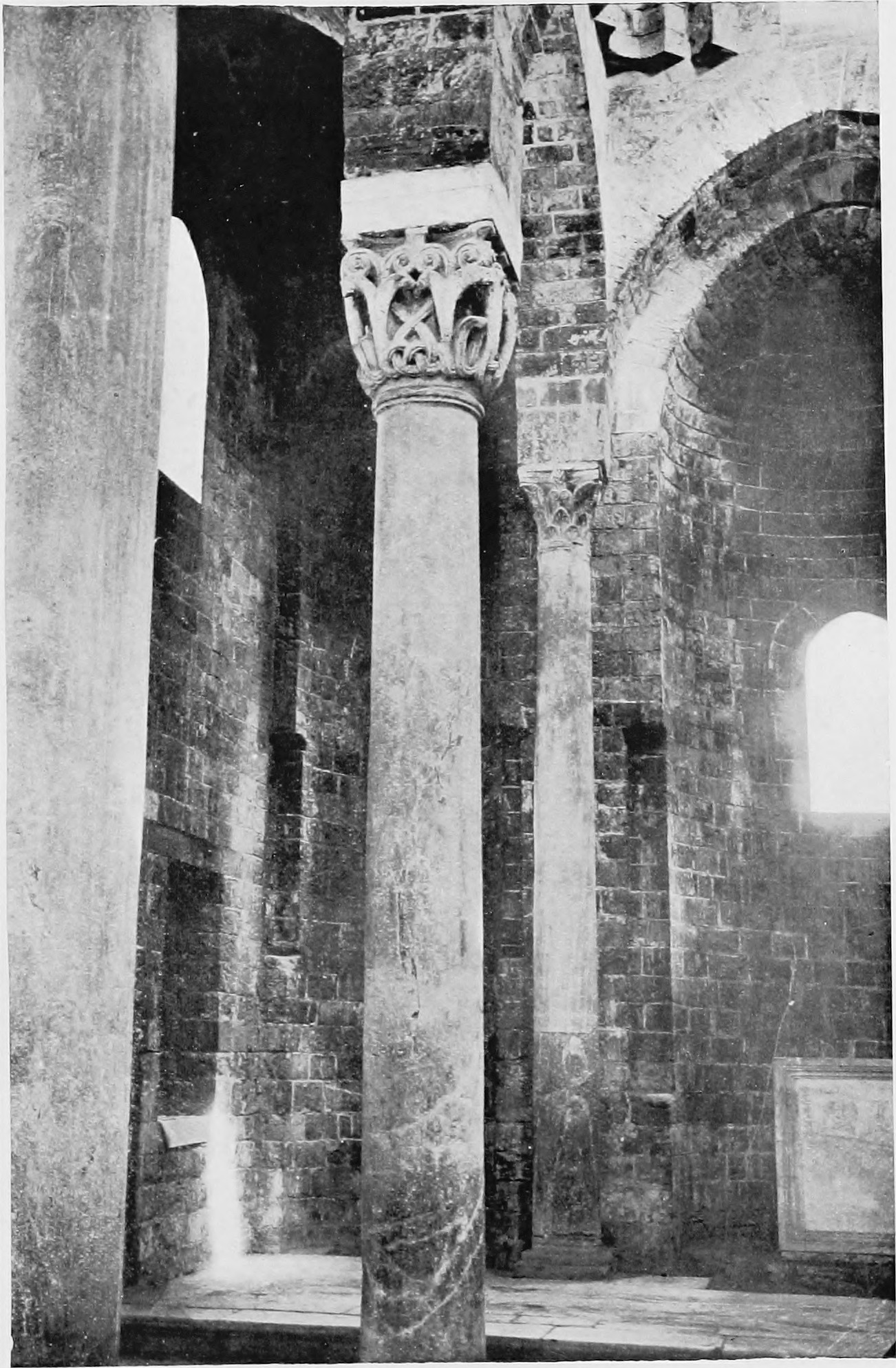
L'interno nel 1910
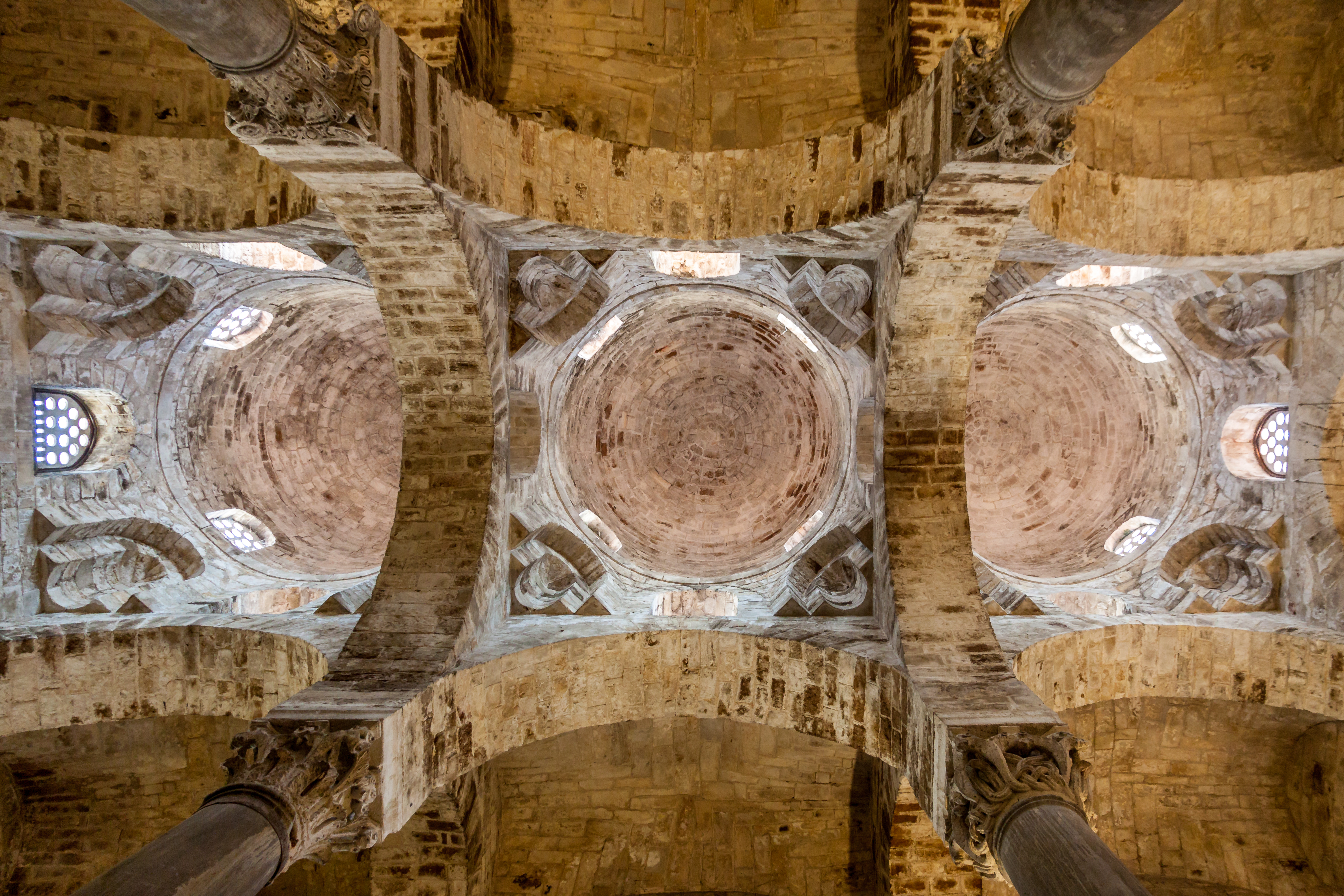
Interno delle cupole
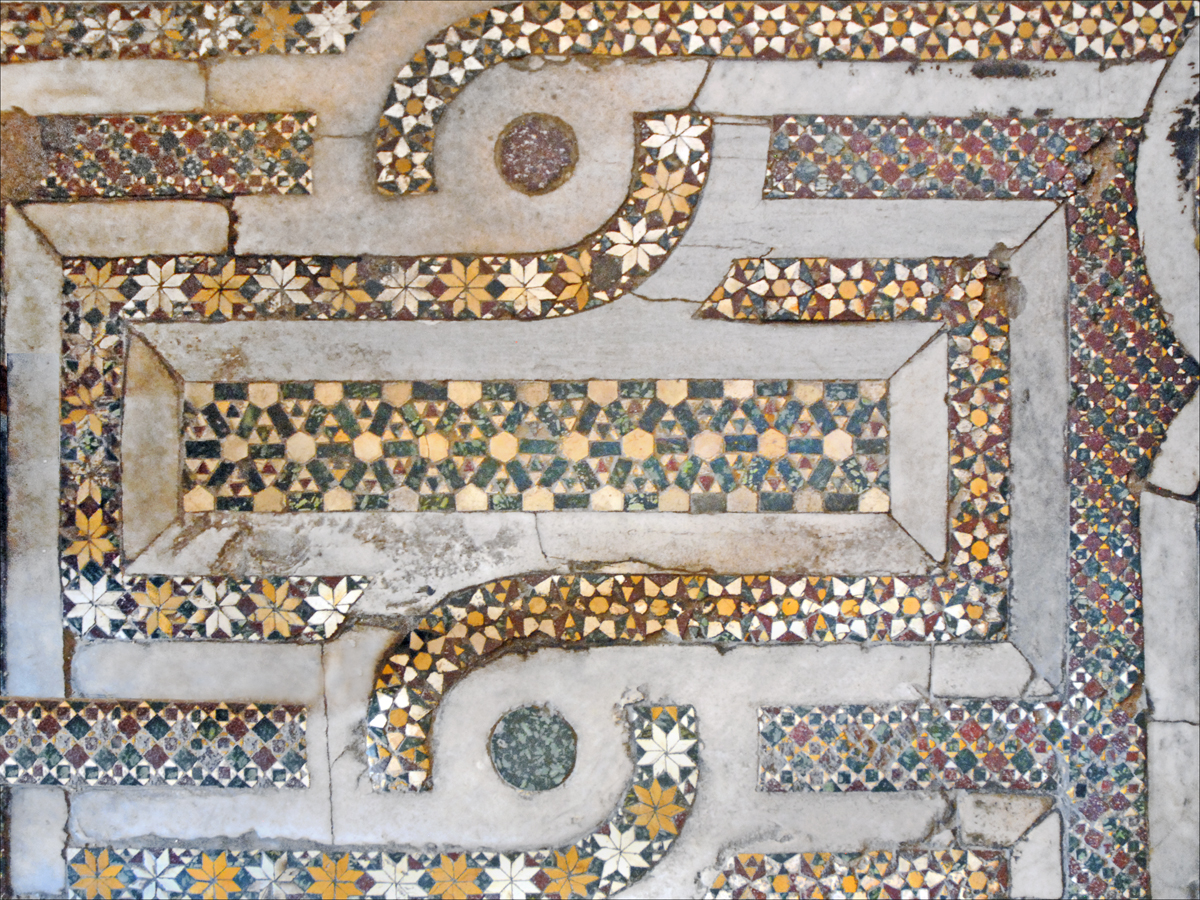
Particolare del pavimento
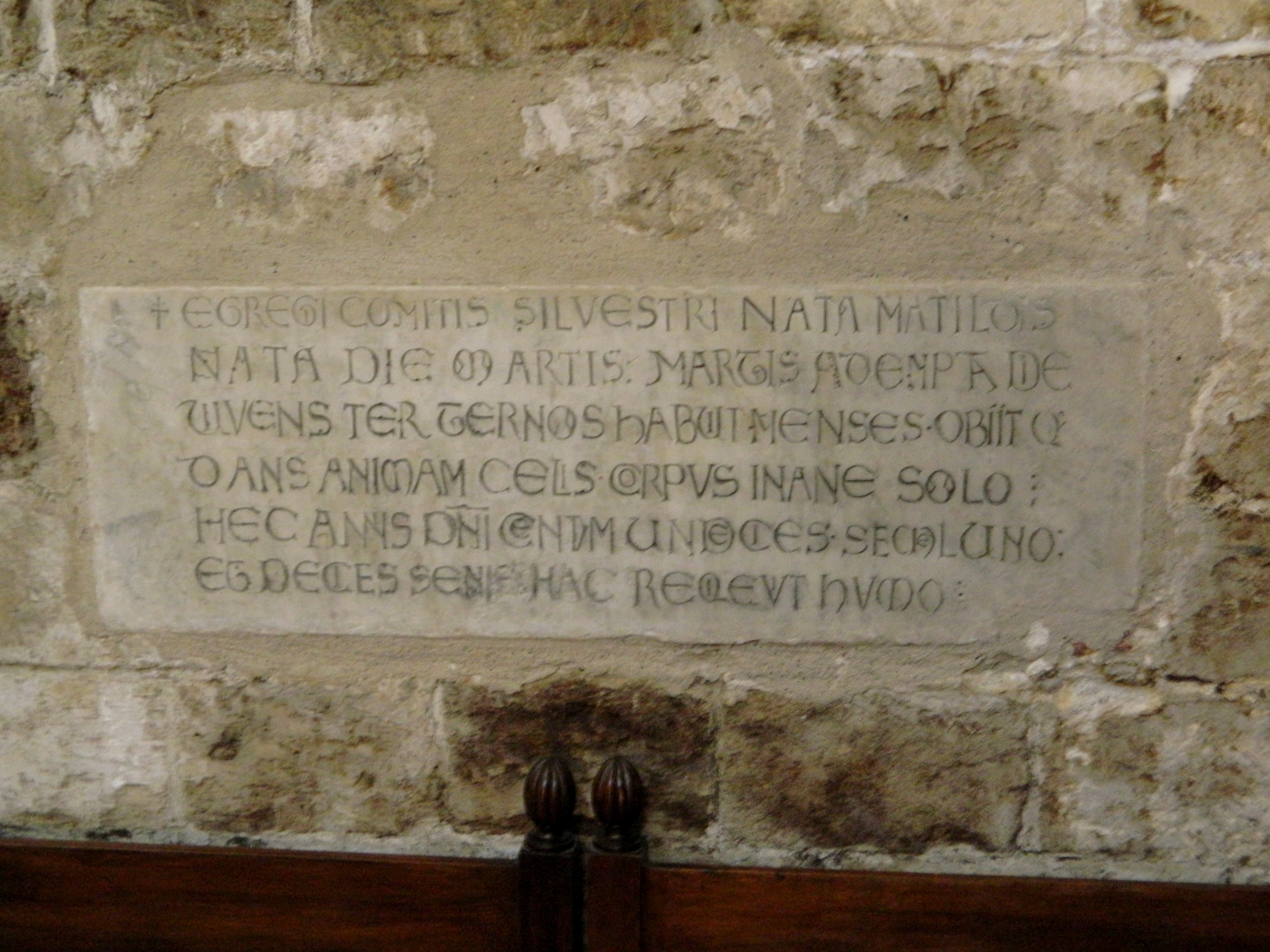
Lastra tombale di Matilda
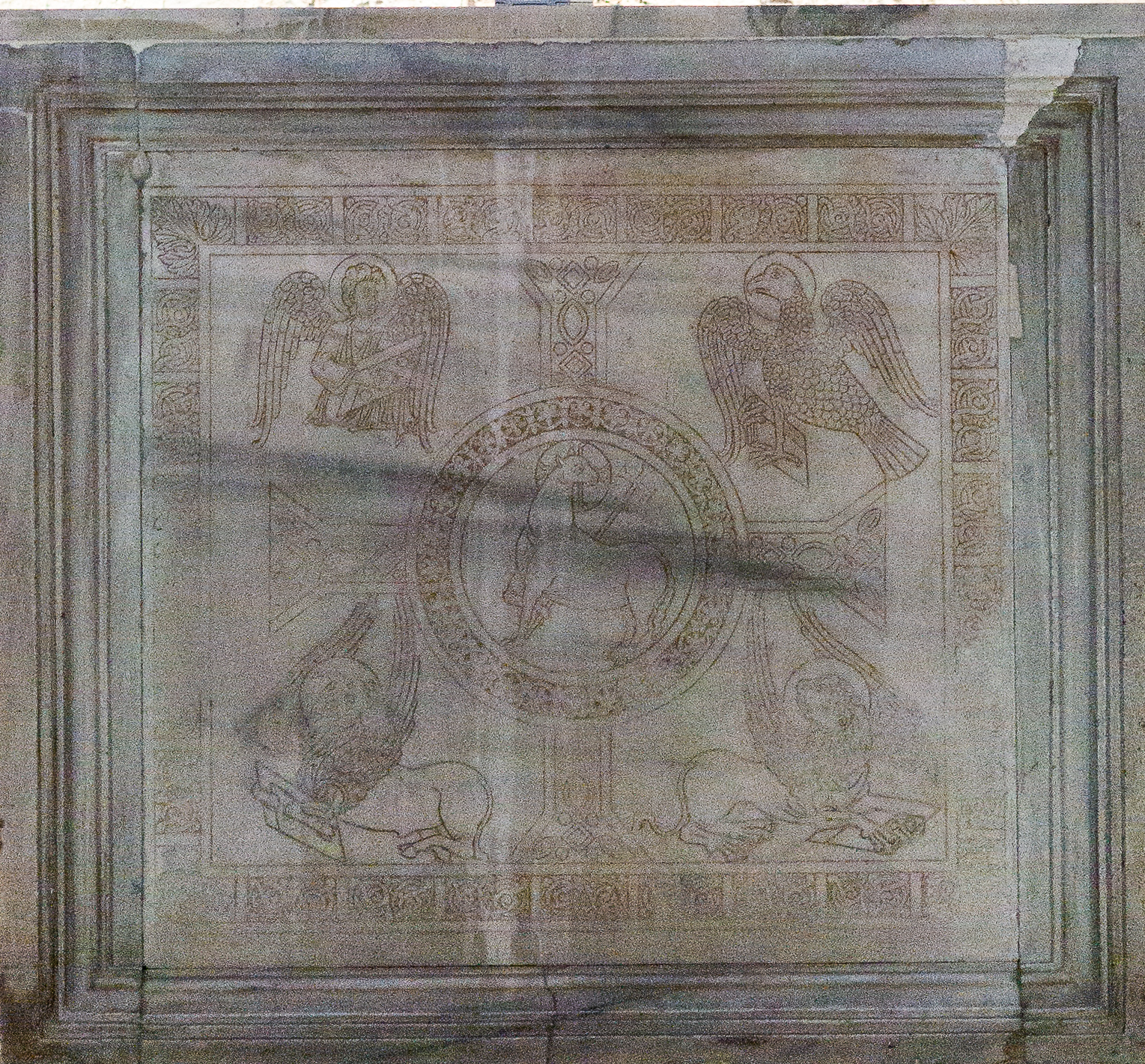
Particolare.
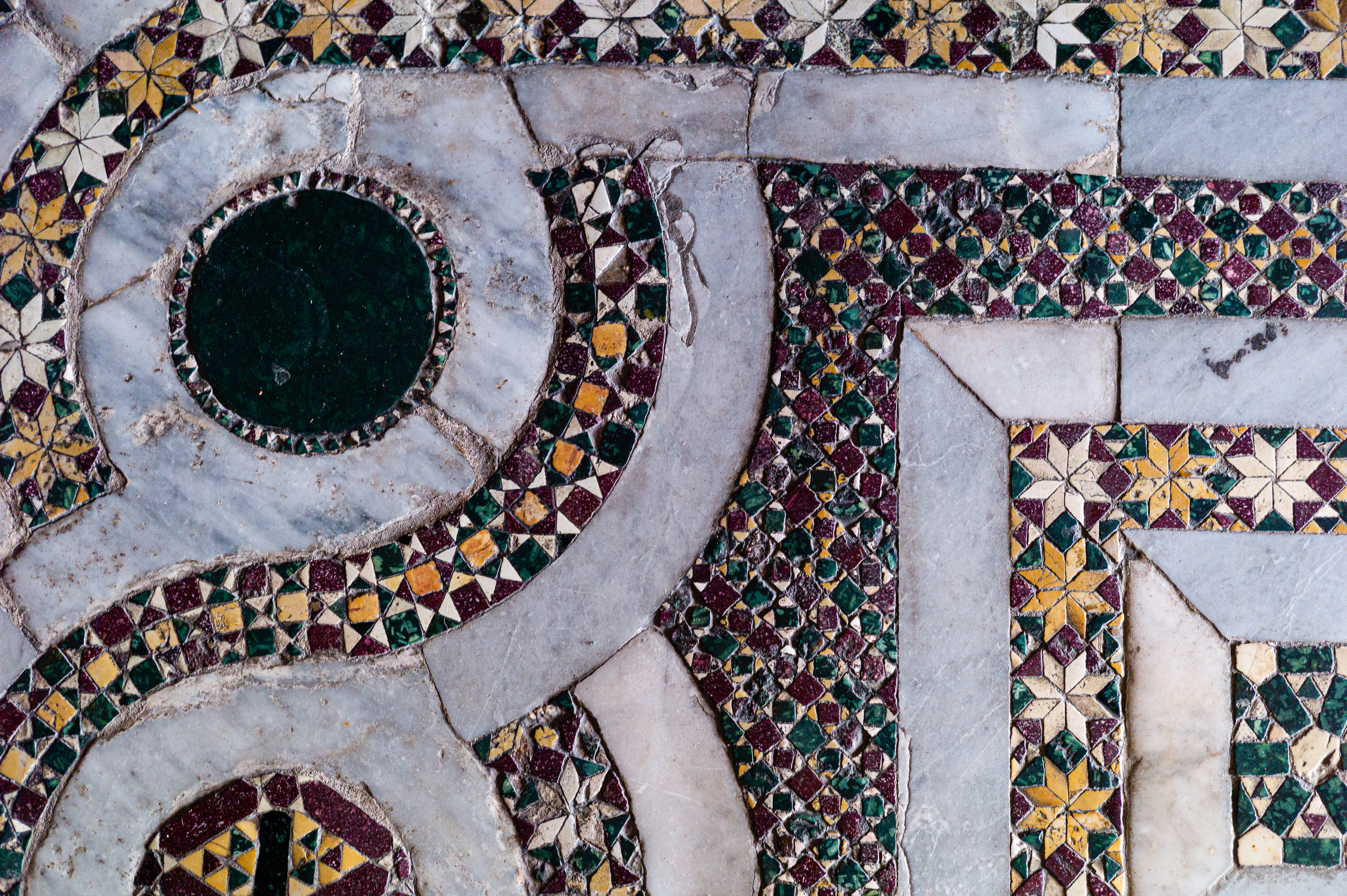
Particolare del pavimento.
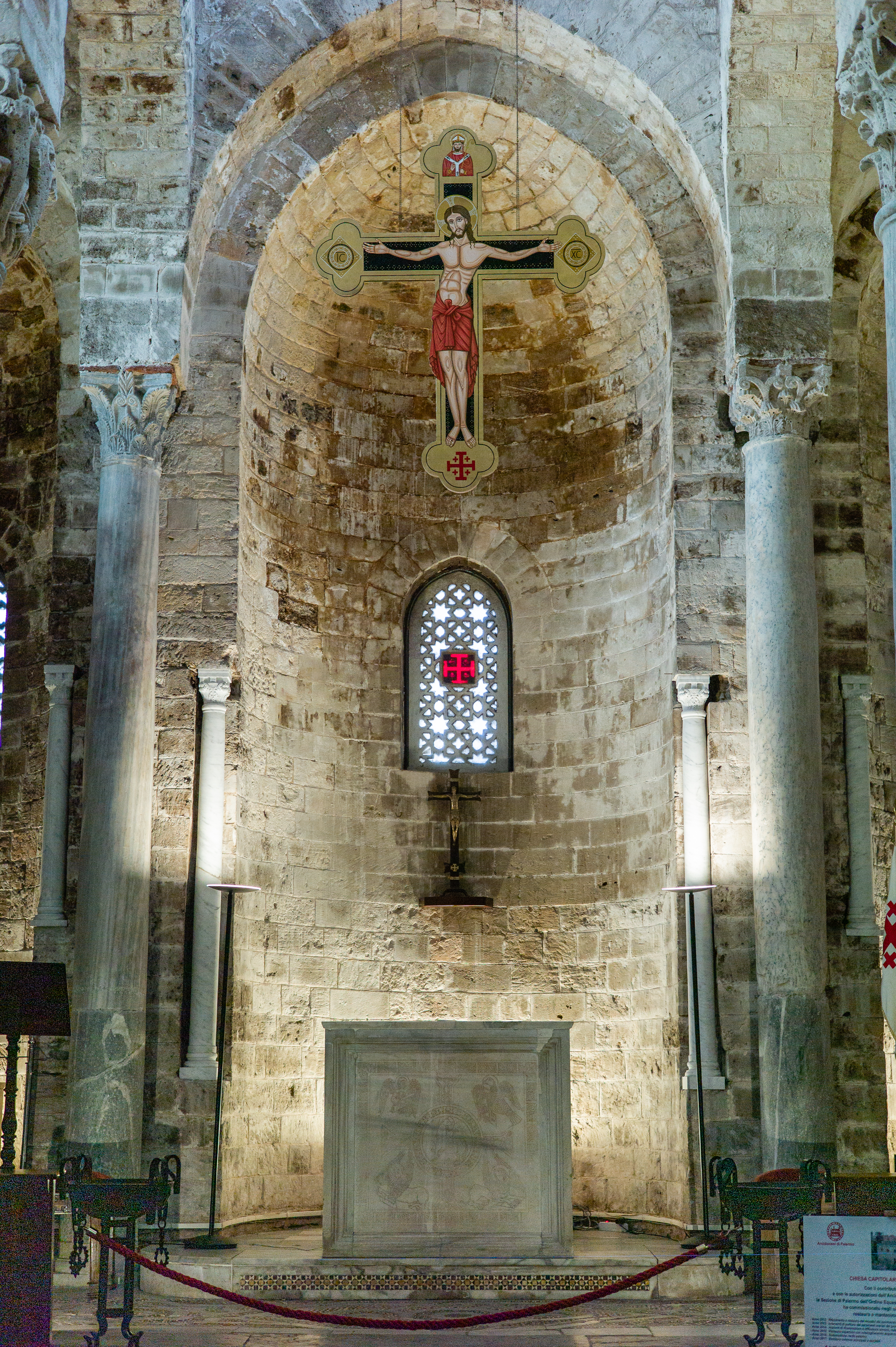
Interno.
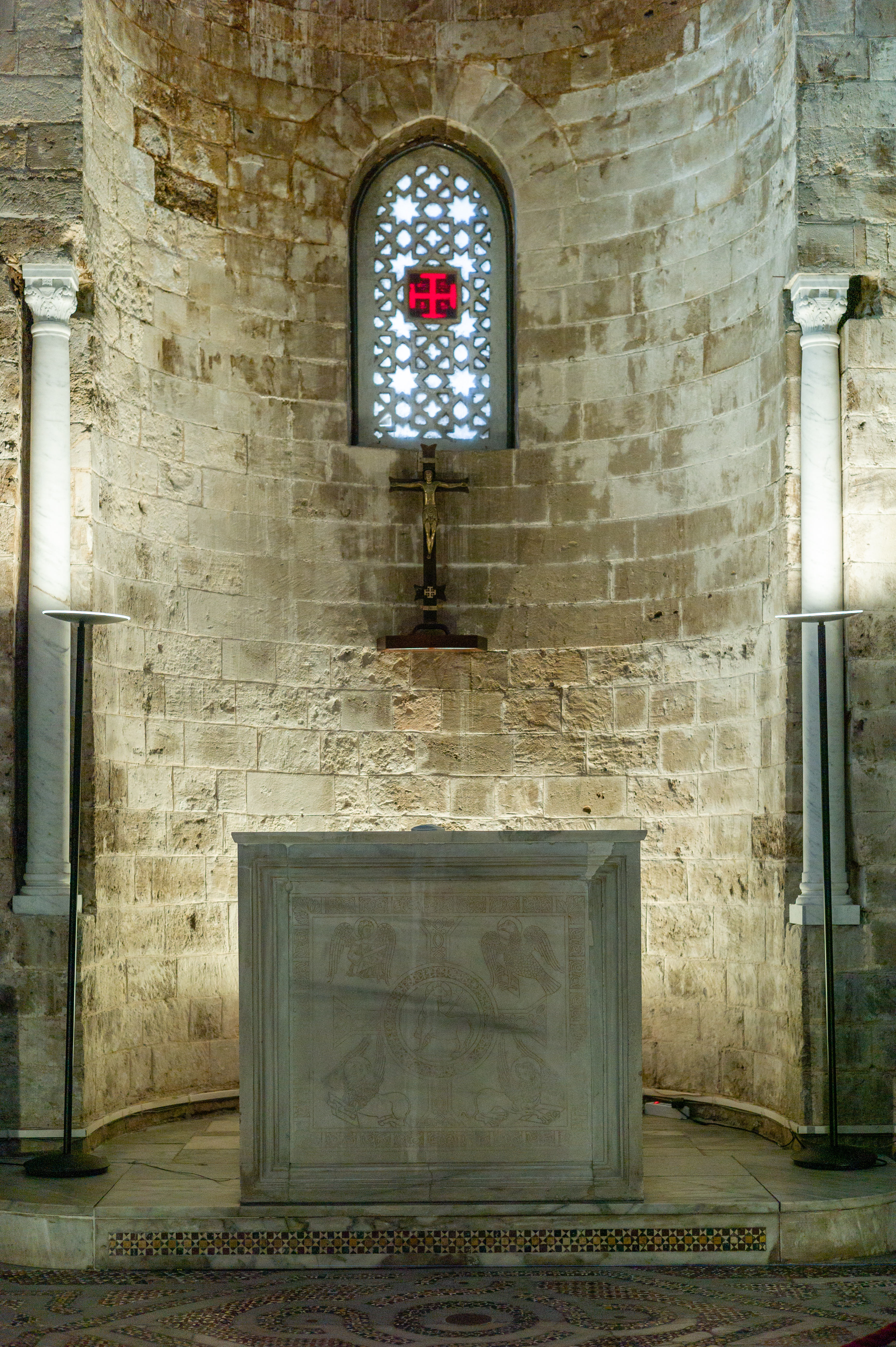
Interno.

## OESSH
Luoghi sacri di Sicilia custoditi dall'Ordine dei Cavalieri del Santo Sepolcro di Gerusalemme:
- Chiesa di Sant'Andrea a Piazza Armerina
- Oratorio di Santa Caterina d'Alessandria di Palermo
- Chiesa capitolare di San Giuliano di Catania.
- Chiesa dell'Immacolata Concezione o dell'Immacolatella di Trapani

Chiese a vario titolo correlate all'Ordo Equestris Sancti Sepulcri Hierosolymitani (OESSH):
| - Chiesa di Santa Croce di Messina - Chiesa di San Nicolò Regale di Mazara del Vallo - Chiesa dei Santi Pietro e Paolo d'Agrò di Casalvecchio Siculo - Cattedrale di Santa Maria Nuova di Monreale | - Chiesa di Santa Maria in Jerusalem di Palermo - Chiesa di Santa Cristina la Vetere di Palermo - Chiesa di San Giovanni dei Lebbrosi di Palermo - Basilica della Santissima Trinità del Cancelliere detta La Magione di Palermo |